# 클린턴 스필스버리
클린턴 스필스버리(Klinton Spilsbury, 1951년 3월 4일 ~ )는 미국의 배우, 사진가, 모델이다.
치와와에서 태어났다.

## 영화
- 고독한 방랑자의 전설 (1981년)